# Santiago Derqui
Santiago Derqui (Córdoba, 21 de junho de 1809 — Corrientes, Argentina, 5 de setembro de 1867) foi um político argentino, o primeiro presidente da Argentina a governar todo o país desde a jura da Constituição.
Seu breve governo — dezoito meses, entre 5 de março de 1860 e 5 de novembro de 1861; acabou com sua renúncia ao cargo depois da derrota da Confederação Argentina na Batalha de Pavón.

## Biografia
Filho primogênito de Manuel José María Derqui y García e sua esposa Ramona Rodríguez y Orduña, Santiago Derqui estudou na Universidade Nacional de Córdoba, graduando-se em direito em 1831. Na universidade foi professor de direito, depois de filosofia e, finalmente, vice-reitor. Em 14 de maio de 1845, ele se casou com Modesta García de Cossio y Vedoya Lagraña (1825–1885) com quem teve três filhos (Manuel Santiago, Simón e Santiago Martín Antonio) e três meninas (Josefa, Justa Dolores Belisaria e María del Carmen Modesta Leonor).
Ele foi primeiro assistente e depois Ministro do governo da província de Corrientes com José María Paz. Justo José de Urquiza nomeou-o 'administrador de empresas' e o enviou ao Paraguai em missão empresarial ao exterior. Tornou-se deputado pela Província de Córdoba. Em 1854, Urquiza nomeou-o chefe do Ministério da Justiça, Educação e Instrução Pública, onde trabalhou durante os seis anos do mandato de Urquiza, impulsionando a nação ainda emergente. Ele era um maçom ativo.
Após o mandato de Urquiza, Derqui tornou-se presidente constitucional. Sendo de Córdoba e não de Buenos Aires, esperava-se que sob seu governo terminassem as contínuas revoltas dos governos provinciais contra o governo federal.
Derqui aceitou a constituição nacional revisada com as mudanças que favoreceriam Buenos Aires e nomeou o país como República Argentina. Esta e outras políticas impopulares em relação ao resto do país provocaram um descontentamento geral nas províncias que culminou na Batalha de Pavón. Incapaz de manter a autoridade, Derqui renunciou e fugiu para Montevidéu.

No exílio, Bartolomé Mitre o ajudou a voltar para a cidade natal de sua esposa, Corrientes, onde morreria alguns anos depois.